# Unterlauterbach (Rottenburg an der Laaber)
Unterlauterbach ist ein Gemeindeteil der Stadt Rottenburg an der Laaber im niederbayerischen Landkreis Landshut. Bis 1971 bildete es eine selbstständige Gemeinde.

## Lage
Das Kirchdorf Unterlauterbach liegt am Lauterbach etwa drei Kilometer westlich von Rottenburg und etwa einen Kilometer östlich von Oberlauterbach.

## Geschichte
Unterlauterbach, früher als Niederlauterbach bezeichnet, ist geschichtlich eng mit der einstigen Hofmark Oberlauterbach verbunden. 1583 erhielt Siegmund Viehhäuser, Herr auf Oberlauterbach die Niedergerichtsbarkeit zu Niederlauterbach. Die Grenze der Hofmark Oberlauterbach in Richtung Rottenburg ging durch Unterlauterbach. Sie war gekennzeichnet durch einen „Eischebaum“, bei dem ein hölzernes Marterl stand.
Zunächst zur Gemeinde Oberlauterbach gehörig, wurde Unterlauterbach mit Unterbuch im Jahre 1847 als eigene Gemeinde abgespalten. Sie gehörte zum Landgericht Rottenburg, Bezirksamt und zuletzt Landkreis Rottenburg an der Laaber. 1858 scheiterte der Versuch, die Gemeinden Oberhatzkofen, Niederhatzkofen, Bogenhausen und Unterlauterbach zu einer Gemeinde zu vereinen. Erst im Zuge der Gebietsreform in Bayern schloss sich am 1. April 1971 Unterlauterbach freiwillig der Gemeinde Oberhatzkofen an. Am 1. Mai 1978 wurde die Gemeinde Oberhatzkofen in die Stadt Rottenburg eingemeindet.

## Sehenswürdigkeiten
- Filialkirche St. Peter und Paul. Sie stammt aus dem 15. Jahrhundert und wurde Mitte des 18. Jahrhunderts barockisiert.

## Vereine
- Freiwillige Feuerwehr Unterlauterbach
- Krieger- und Soldatenverein Oberhatzkofen-Unterlauterbach